# Lijst van voetbalinterlands Chili - Servië
Deze lijst van voetbalinterlands is een overzicht van alle officiële voetbalwedstrijden tussen de nationale teams van Chili en Servië. De landen hebben tot op heden twee keer tegen elkaar gespeeld. De eerste ontmoeting, een vriendschappelijke wedstrijd, werd gespeeld Sankt Gallen (Zwitserland) op 14 november 2012. Het laatste duel, eveneens een vriendschappelijke wedstrijd, vond plaats op 4 juni 2018 in Graz (Oostenrijk).

## Wedstrijden
| № | Plaats       | Datum            | Competitie        | Wedstrijd      | Uitslag |
| - | ------------ | ---------------- | ----------------- | -------------- | ------- |
| 1 | Sankt Gallen | 14 november 2012 | Vriendschappelijk | Chili − Servië | 1 − 3   |
| 2 | Graz         | 4 juni 2018      | Vriendschappelijk | Servië − Chili | 0 − 1   |

## Samenvatting
| Competitie        | Totaal gespeeld | Winst Chili | Gelijk | Winst Servië | Doelsaldo Chili – Servië |
| ----------------- | --------------- | ----------- | ------ | ------------ | ------------------------ |
| Vriendschappelijk | 2               | 1           | 0      | 1            | 2 − 3                    |
| Totaal            | 2               | 1           | 0      | 1            | 2 − 3                    |

Wedstrijden bepaald door strafschoppen worden, in lijn met de FIFA, als een gelijkspel gerekend.

## Details

### Eerste ontmoeting
| Vriendschappelijk (Sankt Gallen, Zwitserland, 14 november 2012): |       |                                                         |
| Chili | 1 – 3 | Servië                                                  |
| Ángelo Henríquez 87' | goals | 23' Lazar Marković 48' Filip Đorđević 59' Filip Đuričić |
| - Debuut van Ángelo Henríquez (Manchester United) voor Chili; laatste wedstrijd van Chili onder leiding van Claudio Borghi. - Debuut van Filip Đorđević (FC Nantes) en Luka Milivojević (Rode Ster Belgrado) voor Servië. |       |                                                         |

### Tweede ontmoeting
| Vriendschappelijk (Graz, Oostenrijk, 4 juni 2018): |       |        |
| Chili | 1 – 0 | Servië |
| Guillermo Maripán 88' | goals |        |
| - Debuut van Gabriel Arias (Unión La Calera) voor Chili. - Debuut van Milan Rodić (Rode Ster Belgrado) en Luka Jović (Eintracht Frankfurt) voor Servië. |       |        |